# سردخانه (معماری)

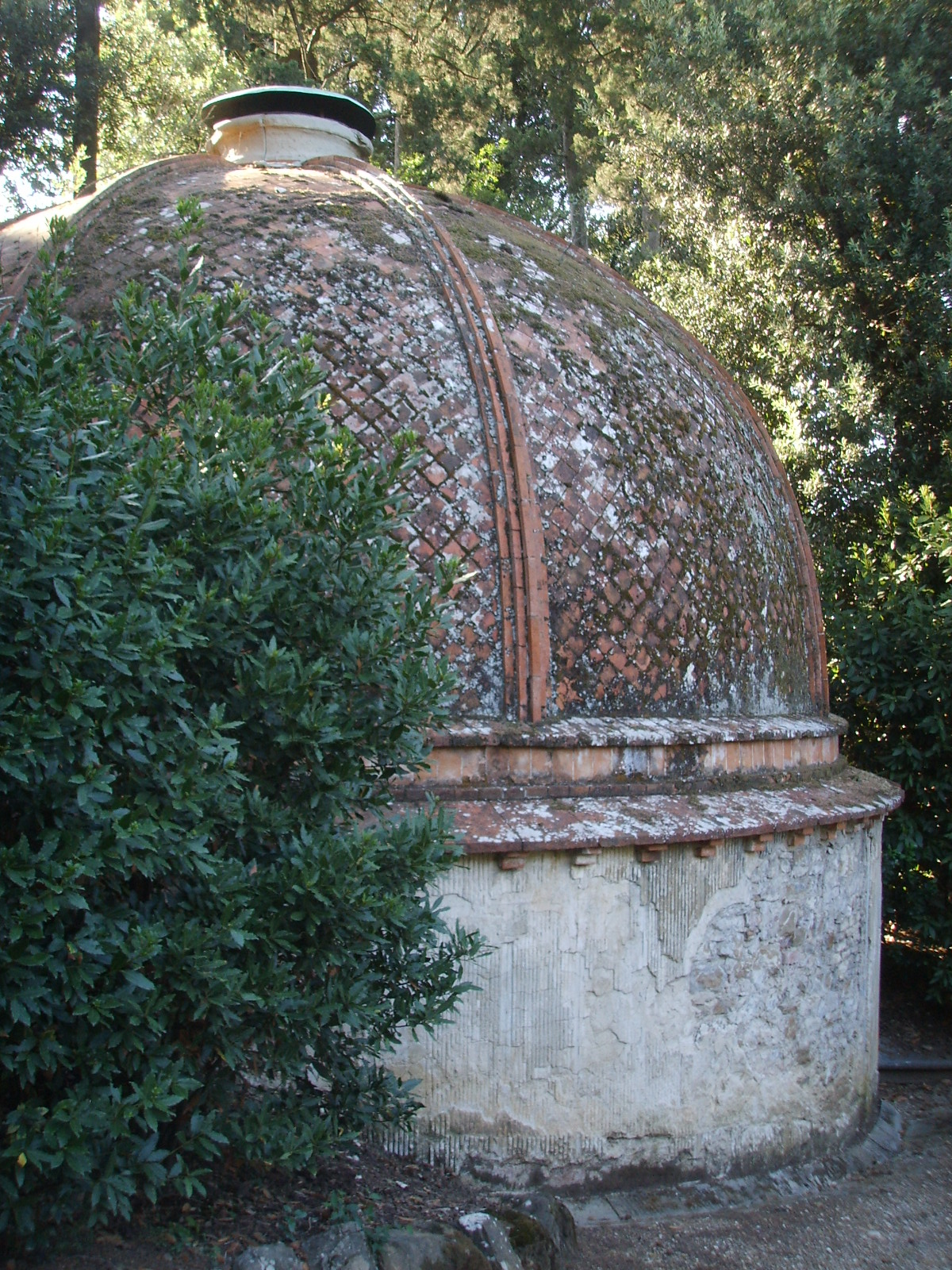
یک یخدان در فلورانس ایتالیا

سردخانه (انگلیسی: Ice house) یا یخدان ساختمان‌هایی هستند که برای نگهداری یخ در طول سال استفاده می‌شوند، این سازه‌ها معمولاً قبل از اختراع یخچال و فریزر استفاده می‌شدند. بعضی از آن‌ها انبارهایی زیرزمینی، معمولاً انسان‌ساخت، نزدیک به منابع طبیعی یخ زمستانی مانند دریاچه‌های آب شیرین بودند، اما بسیاری هم ساختمان‌هایی با انواع مختلف عایق بودند.
در فصل زمستان، یخ و برف از دریاچه‌ها یا رودخانه‌ها، به داخل سردخانه برده می‌شد و با عایقهایی از جنس(اغلب ترکیب گل رس و نِی یا خاک اره) عایق می‌شدند. این یخ‌ها برای چند ماه، اغلب تا زمستان بعد، باقی می‌ماندند و در ماه‌های تابستان می‌توانست به عنوان منبع یخ مورد استفاده قرار گیرد. کاربرد اصلی یخدان ها ذخیره‌سازی غذاها بود، اما همچنین می‌توانست به سادگی برای خنک کردن نوشیدنی‌ها یا تهیهٔ دسرهای بستنی و شیرینی استفاده شود. دردوران اوج تجارت یخ، یک یخچال تجاری معمولی، ۲۷۰۰ تن (۳۰۰۰ تن کوتاه) یخ را در ۳۰ تا ۱۰۰ فوت (۹ تا ۳۰ متر) و ساختمان ۱۴ متر (۴۵ فوت) ذخیره می‌کرد.
در ایران، نمونه‌هایی از یخچال‌های خشتی در شهرهایی مانند یزد، کرمان، نائین و کاشان وجود دارد. در ایران، یخدان‌های سنتی به‌گونه‌ای ساخته می‌شدند که بتوانند یخ را تا ماه‌های گرم سال نگه‌ دارند. این سازه‌ها معمولاً شامل یک مخزن بزرگ و گود با دیواره‌های ضخیم گِلی بودند که به شکل مخروطی ساخته می‌شد تا تبادل گرما با محیط به حداقل برسد. کنار این یخدان‌ها، حوض‌هایی وجود داشت که شب‌ها در آن‌ها آب می‌ریختند. در سرمای شب‌های زمستان، این آب یخ می‌زد و بعداً به داخل مخزن منتقل می‌شد. دیوارهای بلند اطراف یخدان، سایه ایجاد می‌کردند و جلوی تابش مستقیم آفتاب را می‌گرفتند. با کمک این روش‌ها و با استفاده از خاصیت تبخیر آب، یخ‌ها می‌توانستند تا تابستان سالم باقی بمانند. این یخدان‌ها نشان‌دهنده هوش و خلاقیت معماران ایرانی در استفاده از امکانات طبیعی برای سرد نگه‌داشتن مواد بودند.

## در ایران

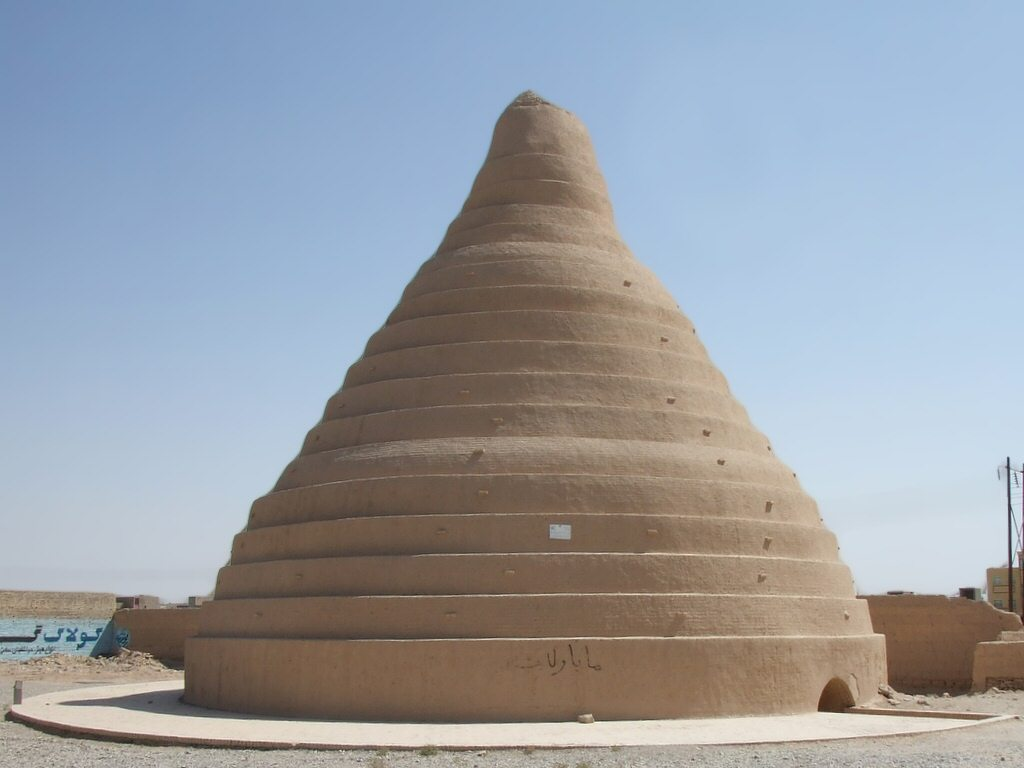
یک یخچال در یزد، ایران

در حالی که یخدان‌های اروپایی و آمریکایی از عایقسازی برای خنک نگهداشتن هوا استفاده می‌کنند. یخدان‌های سنتی ایرانی که با نام یخچال شناخته می‌شوند از تبخیر سطحی استفاده می‌کنند.

## سردخانه های مدرن
سردخانه‌های مدرن، سازه‌هایی مجهز به سامانه‌های تبرید مکانیکی، الکتریکی و الکترونیکی هستند که برای نگهداری بلندمدت مواد غذایی، دارویی، میوه، گوشت و سایر کالاهای فاسدشدنی در دماهای کنترل‌شده طراحی شده‌اند.

### اجزای سردخانه مدرن
سردخانه‌های امروزی از اجزای زیر تشکیل شده‌اند:
- کمپرسور (Compressor): وظیفه فشرده‌سازی گاز مبرد را بر عهده دارد.
- کندانسور (Condenser): گاز گرم را به مایع تبدیل می‌کند.
- اواپراتور (Evaporator): مایع مبرد را در داخل سردخانه تبخیر کرده و گرمای محیط را جذب می‌کند.
- شیر انبساط (Expansion Valve): فشار مبرد را قبل از ورود به اواپراتور کاهش می‌دهد.
- عایق حرارتی: نقش کلیدی در جلوگیری از تبادل گرمایی دارد و در دیوارها، سقف و کف سردخانه به کار می‌رود.
- سیستم کنترلی: دمای داخلی، رطوبت و سایر پارامترهای عملیاتی را پایش و کنترل می‌کند.
- درب‌های ایزوله: مانع تبادل هوا با بیرون می‌شوند.

## گاز آمونیاک در سردخانه‌ها
آمونیاک (به انگلیسی: Ammonia) با فرمول شیمیایی NH₃ یکی از پرکاربردترین گازهای مبرد در صنایع برودتی بزرگ است. ویژگی‌هایی همچون ظرفیت خنک‌کنندگی بالا، هزینه پایین، سازگاری با محیط زیست و عدم آسیب به لایه اوزون، آن را به گزینه‌ای مناسب برای سردخانه‌های صنعتی بدل کرده‌اند. با این حال، آمونیاک سمی، خورنده و در غلظت‌های بالا خطرناک برای انسان است.

### خطرات و نیاز به پایش
نشت گاز آمونیاک در سردخانه‌ها می‌تواند باعث:
- مسمومیت‌های تنفسی شدید
- سوزش چشم و پوست
- ایجاد حریق یا انفجار در شرایط خاص
- آسیب به محصولات غذایی و دارویی شود.

به همین دلیل، در طراحی سردخانه‌های مدرن، ایمنی در برابر نشت آمونیاک از اولویت‌های اساسی است.

### دتکتور گاز آمونیاک: ضرورت ایمنی در سردخانه
دتکتور گاز آمونیاک یکی از اجزای کلیدی در تأمین ایمنی سردخانه‌های صنعتی به‌شمار می‌رود. وظیفه اصلی این دستگاه، پایش پیوسته غلظت گاز آمونیاک در محیط سردخانه است. در صورت بروز نشتی، دتکتور به‌سرعت هشدار صادر می‌کند و به این ترتیب از وقوع حوادث خطرناک، آسیب‌های انسانی و خسارات مالی جلوگیری می‌شود.